# Moi, Christiane F., 13 ans, droguée, prostituée… (livre)
Cet article concerne le livre de Kai Hermann et Horst Rieck. Pour le film d'Uli Edel, voir Moi, Christiane F., 13 ans, droguée, prostituée….
Moi, Christiane F., 13 ans, droguée, prostituée… (titre allemand : Wir Kinder vom Bahnhof Zoo, « Nous, les enfants de la station Zoo ») est une biographie de Christiane Felscherinow, écrite par les journalistes Kai Hermann et Horst Rieck.

## Origines du livre
En 1978, Kai Hermann et Horst Rieck rencontrent Christiane Felscherinow à Hambourg. Elle sortait d'un tribunal. Les deux journalistes voulaient faire un reportage sur des jeunes SDF en Allemagne, récent phénomène de société à cette époque. Leur enquête durait depuis un an, lorsqu'ils ont rencontré Christiane.
Dans le cadre de ce projet, ils comptaient interroger la jeune fille pendant environ deux heures, mais, fascinés par l'histoire de cette adolescente de 15 ans, ils ont continué à l'écouter pendant  2 mois d'audition à un rythme de 4 à 5 jours par semaine, et l'article s'est finalement transformé en livre.

## Livre
Initialement, aucun éditeur ne souhaite publier le livre, jusqu'à ce que le magazine Stern de Hambourg  donne son accord. Il sort en Allemagne en 1979, d'abord sous la forme d'un reportage publié dans Stern.
En France, le livre est paru aux éditions Mercure de France en 1981 puis aux éditions Gallimard le 13 janvier 1983. Il a été traduit de l'allemand par Léa Marcou.
Le titre original Wir Kinder vom Bahnhof Zoo signifie littéralement « Nous, les enfants de la gare du Zoo » et fait référence aux (très) jeunes adolescents toxicomanes qui se prostituent dans cette station de métro de Berlin-Ouest pour se payer leurs doses d'héroïne.

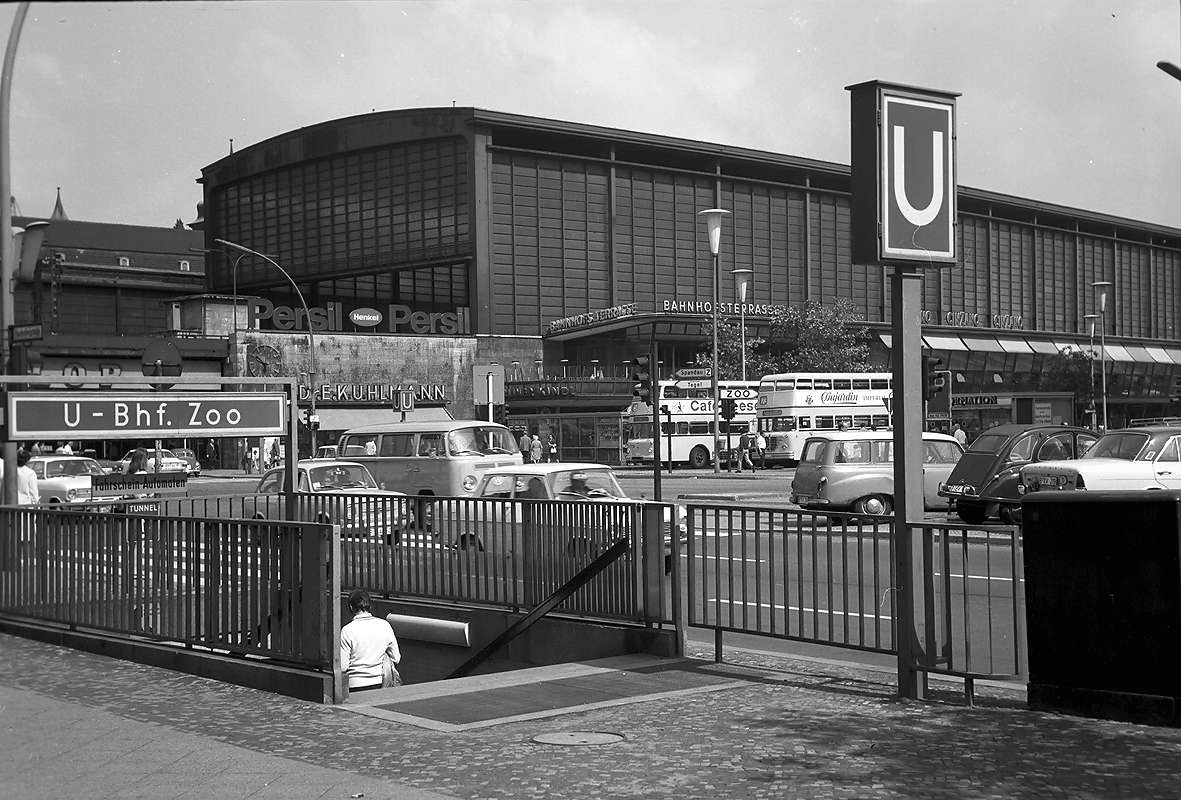
La gare de Berlin Zoologischer Garten, Berlin-ouest, en 1970

Pour écrire ce livre, les deux journalistes ont recueilli les témoignages de Felscherinow elle-même et de son entourage : celui de sa propre mère, ceux de travailleurs sociaux tels que le pasteur Quandt ou le pédagogue social Berndt Thamm.
Il relate l'histoire vraie de Christiane Felscherinow à la fin des années 1970, qui, pour échapper à une enfance terne et peu joyeuse mais également pour « être à la mode » et faire partie d'une bande cool, plonge de plus en plus profondément dans l'enfer de la drogue et finit par se prostituer à 14 ans pour subvenir à ses besoins quotidiens d'héroïne.
Ce livre devint un best-seller dès sa sortie. En 1979 et 1980, Wir Kinder Vom Bahnhof Zoo est numéro 1 des ventes en Allemagne. Il continue à se vendre depuis. Traduit en 18 langues, il s'est vendu à 5 millions d'exemplaires en Allemagne (en 2013). Des écoles l'ont même imposé comme lecture obligatoire.

## Film
En 1981, l'adaptation au cinéma sort en Allemagne. Le film est réalisé par Uli Edel (réalisateur, scénariste, producteur et monteur allemand), avec Natja Brunckhorst dans le rôle de Christiane F. David Bowie y fait une apparition. En effet, Christiane F. assiste à son concert. C'est d'ailleurs après la chanson Station to Station, écoute bouleversante pour la protagoniste, que Christiane essaie l'héroïne pour la première fois.

## Série télévisée
Une adaptation en série, Moi, Christiane F., par Annette Hess, est sortie le 19 février 2021 sur Prime Video.

## Suite
En 2013, Christiane Felscherinow publie Moi, Christiane F., la vie malgré tout, sur sa vie depuis les années 1970.